# Unipolarinduktion
Unipolarinduktion bezeichnet die Trennung von elektrischen Ladungen mithilfe des magnetischen Teiles der Lorentzkraft und das damit verbundene Entstehen einer elektrischen  Spannung. Obwohl mithilfe von Unipolarinduktion sowohl Gleichspannungen als auch Wechselspannungen erzeugt werden können, besteht die Hauptanwendung in der Erzeugung von Gleichspannungen. Eine typische Anordnung besteht aus einer kreisförmigen elektrisch leitfähigen Scheibe, die in einem zu ihrer Achse parallelen Magnetfeld rotiert und als Unipolarmaschine bezeichnet wird.

## Unipolarinduktion bei einer Leiterschleife

### Beschreibung

Bewegter Leiter im magnetischen Feld; aus der Sicht des Laborsystems findet keine Induktion statt. Die auftretende Spannung ist eine Potentialdifferenz.

Eine besonders einfache gedachte Anordnung, bei der Unipolarinduktion auftritt, zeigt die nebenstehende Abbildung. Der Leiterstab bewegt sich mit der Geschwindigkeit {\displaystyle v} in einem zeitlich und örtlich konstanten Magnetfeld mit der Flussdichte {\displaystyle {\vec {B}}}. Die Enden des Leiterstabes sind mit metallischen Schienen verbunden, an deren Ende die eingezeichnete Spannung {\displaystyle U} gemessen werden kann.
Für die folgende Beschreibung wird angenommen, dass sich der Beobachter im Laborsystem befindet, in dem die metallischen Schienen ruhen:
Im Leiterstab wirkt aufgrund der magnetischen Komponente der Lorentzkraft eine Kraft {\displaystyle {\vec {F}}_{L}=q{\vec {v}}\times {\vec {B}}} auf die Elektronen (Ladung des Elektrons, {\displaystyle q=-e}), die aufgrund der negativen Ladung der Elektronen „nach unten“ zeigt. Die Lorentzkraft ermöglicht es, dass beim Schließen des Stromkreises ein elektrischer Strom fließen kann.
Im dargestellten offenen Leiterkreis kann im eingeschwungenen Zustand jedoch kein elektrischer Strom fließen. Somit kann die Lorentzkraft nicht die einzige Kraft sein, die auf die Elektronen wirkt. Der Beobachter im Laborsystem folgert demzufolge, dass im bewegten metallischen Leiter zusätzlich zur Lorentzkraft eine Coulombkraft {\displaystyle {\vec {F}}_{C}=-q{\vec {v}}\times {\vec {B}}} vorhanden sein muss, die im Leiterstab „nach oben“ zeigt und die Lorentzkraft kompensiert. Die Coulombkraft erklärt er sich durch eine vorausgegangene Ladungstrennung der Elektronen.
In einem ohmsch abgeschlossenen Leiterkreis sind die Zusammenhänge etwas komplizierter, da das magnetische Feld aufgrund des Stromflusses und der Bewegung des Leiters zeitveränderlich wird. In vielen praktischen Anordnungen ist jedoch die Induktivität der Anordnung sehr klein, so dass die Flussdichteänderungen vernachlässigt werden können.

### Liegt ein elektrisches Wirbelfeld vor?
Im Folgenden soll die naheliegende Frage geklärt werden, ob die am Spannungsmessgerät gemessene Spannung {\displaystyle U} durch Wirbelfelder mit geschlossenen elektrischen Feldlinien verursacht wird.
Das  Induktionsgesetz
{\displaystyle \oint \limits _{\partial A}{\vec {E}}\mathrm {d} {\vec {s}}=-\int \limits _{A}{\frac {\partial {\vec {B}}}{\partial t}}\mathrm {d} {\vec {A}}}
beschreibt, wie mit der zeitlichen Änderung der magnetischen Flussdichte {\displaystyle {\vec {B}}} elektrische Wirbelfelder entstehen. Da die magnetische Flussdichte für die beschriebene Anordnung zeitlich konstant ist, gilt im vorliegenden Fall
{\displaystyle {\frac {\partial {\vec {B}}}{\partial t}}=0.}
Demzufolge entstehen bei der gleichförmigen Bewegung des Leiterstabes keine elektrischen Wirbelfelder.
Obwohl die genannte Argumentation sachlich richtig und rechnerisch leicht nachprüfbar ist, scheint sie dennoch auf den ersten Blick zu einem unüberwindlichen Widerspruch zu führen, der folgendermaßen beschrieben werden kann:
1. In der beschriebenen Anordnung lässt sich an den Klemmen zwischen den Schienen eine elektrische Spannung {\displaystyle U} messen. Demzufolge existiert zwischen den Klemmen (in der Luft) eine elektrische Feldstärke {\displaystyle {\vec {E}}\neq 0}.
2. Verbindet man die Klemmen jedoch in Gedanken über einen Weg, der dem metallischen Leiter und dem Leiterstab folgt, so herrscht entlang dieses Weges kein elektrisches Feld. Schließlich sind metallische Leiter nahezu frei von elektrischen Feldern.
3. Setzt man somit die unter 1. und 2. beschriebenen Wege zu einem geschlossenen Umlaufweg {\displaystyle s} zusammen, so gilt für diesen:

{\displaystyle \oint \limits _{s}{\vec {E}}\mathrm {d} {\vec {s}}\neq 0}
Demzufolge scheint es also doch geschlossene Feldlinien zu geben.
Der scheinbare Widerspruch lässt sich mithilfe der  speziellen Relativitätstheorie auflösen.
Die wesentliche Fehlannahme, die zu dem scheinbaren Widerspruch führt, besteht darin, dass der (als ideal leitfähig angenommene) metallische Leiterstab frei von elektrischen Feldern sei. Tatsächlich ist die elektrische Feldstärke jedoch grundsätzlich von dem Bezugssystem abhängig, in der sie gemessen wird. Metallische Leiter können in Wirklichkeit nur in solchen Bezugssystemen als näherungsweise feldfrei angenommen werden, aus deren Sicht der Leiter ruht. Transformiert man die elektrische Feldstärke {\displaystyle {\vec {E}}'=0} im bewegten Leiterstab mithilfe der Lorentztransformation {\displaystyle {\vec {E}}\approx {\vec {E}}'-{\vec {v}}\times {\vec {B}}=-{\vec {v}}\times {\vec {B}}} in das ohne Strich notierte Ruhesystem (Laborsystem), so erkennt man, dass der ruhende Beobachter im Leiterstab ein von null verschiedenes elektrisches Feld misst, das in der einleitenden Erklärung über die Lorentzkraft plausibel gemacht wurde. Der Leiterstab enthält aus Sicht des Laborsystems demzufolge ein elektrisches Feld, das die (ebenfalls im Laborsystem gemessene) Spannung {\displaystyle U} kompensiert.

## Unipolarinduktion bei der Faradayscheibe

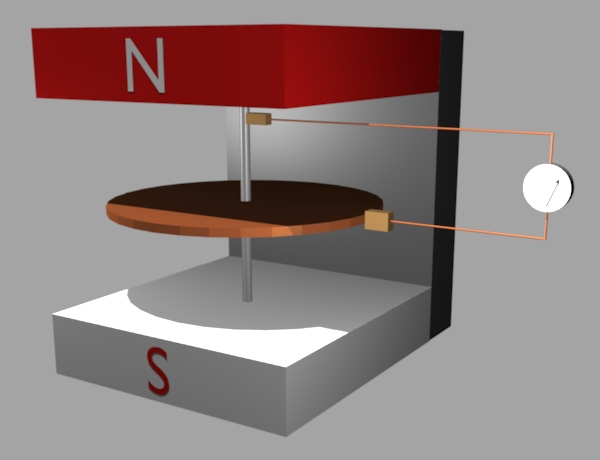
Unipolargenerator: Zwischen den Polen N und S eines starken Dauermagneten liegt eine elektrisch leitfähige, rotierende Scheibe. Zwischen dem Rotationszentrum der Scheibe (Achse) und dem Stromabnehmer am Umfang der Scheibe lässt sich dann eine Gleichspannung infolge Unipolarinduktion abgreifen und an dem Messgerät anzeigen.

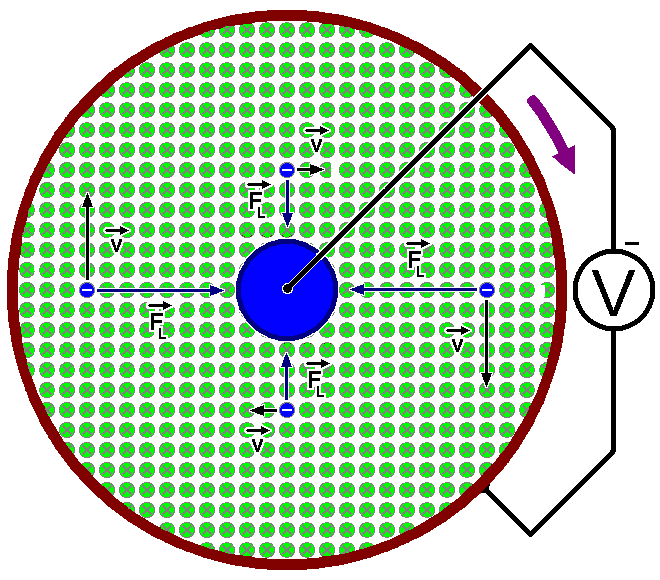
Funktionsprinzip eines Unipolar- oder Homopolar-Generators: aufgrund der Lorentzkraft F_{L} werden die negativen Ladungsträger in Richtung Scheibenmitte gedrängt, so dass sich zwischen ihr und der Peripherie eine elektrische Spannung mit dem Minuspol an der Scheibenmitte aufbaut.

### Berechnung unter Berücksichtigung der Lorentzkraft
Zur Erzeugung einer Gleichspannung ist die Linearanordnung mit dem bewegten Leiterstab nicht geeignet, da sich der Leiterstab mit der Zeit immer weiter von den Klemmen weg bewegen müsste. Stattdessen bietet sich eine zylindersymmetrische Anordnung ähnlich wie die nebenstehend abgebildete Faradayscheibe an.
Die Klemmenspannung bei der Faradayscheibe beruht – ebenso wie im Beispiel mit dem bewegten Leiterstab – auf der Lorentzkraft auf die Ladungsträger im rotierenden Körper. Es wird angenommen, dass die Scheibe mit der Winkelgeschwindigkeit {\displaystyle \omega } um ihre Achse in einem homogenen achsparallelen Magnetfeld {\displaystyle B} rotiert. Dabei wird eine Spannung zwischen der Achse und einem Schleifkontakt im Abstand {\displaystyle R} von der Achse gemessen.
Die Lorentzkraft
{\displaystyle {\vec {F}}_{L}=q\,{\vec {v}}\times {\vec {B}}}
auf die Leitungselektronen, die mit der Scheibe rotieren, steht im Gleichgewicht mit der Feldkraft in dem durch die Ladungstrennung erzeugten elektrischen Feld
{\displaystyle {\vec {F}}_{C}=q{\vec {E}}}
- {\displaystyle {\vec {B}}}: Vektor der magnetischen Flussdichte
- {\displaystyle {\vec {v}}}: Geschwindigkeitsvektor
- {\displaystyle e}: Elementarladung.

Da {\displaystyle {\vec {v}}} senkrecht auf {\displaystyle {\vec {B}}} steht, wenn das Magnetfeld die Scheibe senkrecht durchsetzt, gilt das Kräftegleichgewicht {\displaystyle {\vec {F}}_{L}+{\vec {F}}_{C}={\vec {0}}}, d. h. {\displaystyle {\vec {E}}=-{\vec {v}}\times {\vec {B}}}.
Dem Betrage nach ergibt sich somit:
{\displaystyle q\,E=q\,v\,B}
{\displaystyle q\,E=q\,\omega \,r\,B}
- {\displaystyle r}: Abstand des Elektrons von Rotationsachse
- {\displaystyle \omega }: Winkelgeschwindigkeit der Scheibe
- {\displaystyle E}: Feldstärke des der Lorentzkraft entsprechenden elektrischen Feldes.

Durch Integration von E(r) ergibt sich die Induktionsspannung zwischen Mittelachse und dem Rand der Scheibe mit Radius R:
{\displaystyle U=\int \limits _{0}^{R}E(r)\,\mathrm {d} r=\int \limits _{0}^{R}\omega \cdot r\cdot B\,\mathrm {d} r=\omega B\cdot {\frac {1}{2}}R^{2}}
Es ist klar, dass die auftretende Spannung nicht mithilfe der zweiten maxwellschen Gleichung {\displaystyle {\text{rot}}{\vec {E}}=-{\dot {\vec {B}}}} erklärt werden kann. Denn egal, an welchen Ort sich der (ruhende) Beobachter mit seinem Messgerät auch begeben mag: Er misst, sobald er seinen Ruhezustand eingenommen hat, immer eine konstante magnetische Flussdichte mit {\displaystyle {\dot {\vec {B}}}=0}! Es existieren somit aus seiner Sicht keine Wirbel des elektrischen Feldes, was gleichbedeutend damit ist, dass keine Induktion vorliegt.

### Berechnung mit der Flussregel

Skizze einer Faradayscheibe zur Herleitung der Formel für die Spannung U mittels Flussregel.

Mit der Flussregel erfolgt die Herleitung ohne Integralrechnung:
{\displaystyle U=-{\frac {\mathrm {d} \Phi (t)}{\mathrm {d} t}}=-{\frac {\mathrm {d} }{\mathrm {d} t}}(A(t)\cdot B(t))}
Die magnetische Flussdichte {\displaystyle B(t)} kann hierbei als konstant angenommen werden. Es folgt somit:
{\displaystyle U=-{\frac {\mathrm {d} A}{\mathrm {d} t}}\cdot B=-{\frac {(R\cdot R\,\mathrm {d} \varphi )/2}{\mathrm {d} t}}\cdot B=-{\frac {1}{2}}R^{2}{\frac {\mathrm {d} \varphi }{\mathrm {d} t}}\cdot B=-{\frac {1}{2}}R^{2}\omega B}
Dabei ist {\displaystyle \varphi } die Winkelkoordinate der Scheibe, dessen zeitliche Ableitung die Winkelgeschwindigkeit der Scheibe  {\displaystyle \omega } ergibt. Das Flächeninkrement {\displaystyle \mathrm {d} A} ist hierbei die Fläche, über welche sich während des Zeitinkrements {\displaystyle \mathrm {d} t} ein Strom {\displaystyle I} hinwegbewegen würde, wenn die Klemmen geschlossen würden.

## Erzeugen von Wechselspannungen
Der besondere Vorzug eines auf Unipolarinduktion beruhenden Generators besteht darin, dass man ohne Verwendung eines Gleichrichters eine Gleichspannung erzeugen kann. Dennoch ist es auch mithilfe der Unipolarinduktion möglich, Wechselspannungen zu erzeugen. Im Falle des sich auf Schienen bewegenden Leiterstabes kann man beispielsweise den Leiterstab periodisch um einen Mittelwert hin und her bewegen bzw. im Falle der Faradayscheibe diese mit wechselndem Umlaufsinn antreiben, so dass sich die Scheibe mal in die eine und mal in die andere Richtung dreht.

## Induktionsgesetz und Unipolarinduktion
Bei falscher Anwendung des Induktionsgesetzes kann es im Rahmen der klassischen Elektrodynamik zu Verständnisproblemen über die Ursachen der Unipolarinduktion kommen. Dieser Umstand wird in dem Faradaysches Paradoxon oder in dem Paradoxon von Hering zum Ausdruck gebracht und wird teilweise historisch durch die Begriffsbildung mitverursacht. Wesentlich für die korrekte Anwendung des Induktionsgesetzes ist es, dass die gedachte Linie, an der entlang die induzierte Umlaufspannung ermittelt werden soll, und das an ihr herrschende elektrische Feld jeweils aus demselben Bezugssystem heraus beobachtet werden. Die richtige Anwendung des Induktionsgesetzes ist im Rahmen der relativistischen Elektrodynamik, einen Teilgebiet der speziellen Relativitätstheorie, möglich und erfordert die Nutzung der Lorentztransformation.